# Annette Beck-Sickinger
Annette Gabriele Beck-Sickinger (* 28. Oktober 1960 in Aalen) ist eine deutsche Chemikerin und Biologin. Seit 1999 hält sie als ordentliche Professorin einen Lehrstuhl für Biochemie und Bioorganische Chemie an der Universität Leipzig.

## Leben und Karriere
Beck-Sickinger studierte Chemie und Biologie an der Universität Tübingen, wo sie 1989 bei Günther Jung promovierte. Nach der Promotion folgten mehrere Forschungsaufenthalte, unter anderem in den USA und Dänemark. Nach einem Post-Doktorat in Zürich wurde sie 1995 habilitiert, ebenfalls in Tübingen. 1996–1999 war sie als Assistenzprofessorin für Pharmazeutische Biochemie an die ETH Zürich berufen. Sie folgte 1999 einem Ruf an die Universität Leipzig, wo sie 2010 in den Hochschulrat gewählt wurde. 2009 war sie als Gastprofessorin an der Vanderbilt University in Nashville/TN.
Sie ist seit 2009 Ordentliches Mitglied der Sächsischen Akademie der Wissenschaften, seit 2012 der Deutschen Akademie der Naturforscher Leopoldina (Sektion Chemie) und seit 2021 der Akademie der Wissenschaften zu Göttingen. Sie ist seit 2019 Präsidentin der Gesellschaft für Biochemie und Molekularbiologie.
Beck-Sickinger war von 2004 bis 2012 Vorstandsmitglied der Gesellschaft Deutscher Chemiker. 2008 bis 2010 war sie auch deren Vizepräsidentin. 2012 bis 2018 war sie Mitglied des Wissenschaftsrates. Darüber hinaus ist sie Mitglied im Senatsausschuss Evaluierung der Leibniz-Gemeinschaft und als Forschungsbeirat Mitglied im Kuratorium des Verbandes der Chemischen Industrie.
Beck-Sickinger erhielt zahlreiche Preise und Auszeichnungen, beispielsweise den Leonidas Zervas Award der European Peptide Society, die Goldmedaille der Max-Bergmann-Gesellschaft (2009), den Leipziger Wissenschaftspreis (2016) und den Sächsischen Verdienstorden (2017). Für 2018 wurde ihr der Albrecht-Kossel-Preis der Gesellschaft Deutscher Chemiker zugesprochen. 2019 erhielt Beck-Sickinger den Vincent du Vigneaud Award der American Peptide Society, für den Zeitraum 2018/19 wurde sie mit dem Chemistry Europe Fellow Award ausgezeichnet. Die IUPAC zählte sie 2023 zu den bedeutendsten Wissenschaftlerinnen der Welt im Bereich Chemie und Chemietechnik.

### Forschungsschwerpunkte
Ihre Forschungstätigkeit umfasst unter anderem die Ligand-Rezeptor-Wechselwirkungen von Neuropeptiden, deren nachgeschaltete Signaltransduktionsvorgänge sowie die chemische Modifizierung von Peptiden und Proteinen für diagnostische und therapeutische Anwendungen. Sie ist Autorin mehrerer Lehrbücher der Biochemie und hat zahlreichen Publikationen veröffentlicht.
Sie war von 2002 bis 2012 Sprecherin des Sonderforschungsbereiches 610 („Protein-Zustände mit zellbiologischer und medizinischer Relevanz“). Sie ist seit 2009 am Transregio 67 („Funktionelle Biomaterialien zur Steuerung von Heilungsprozessen in Knochen- und Hautgewebe – vom Material zur Klinik“) und seit 2013 am Sonderforschungsbereich 1052 („Mechanismen der Adipositas“) beteiligt. Seit Anfang 2020 ist Annette Beck-Sickinger Sprecherin des Sonderforschungsbereiches 1423 („Strukturelle Dynamik der GPCR-Aktivierung und -Signaltransduktion“) und beschäftigt sich dort unter anderem mit der Interaktion von G-Protein gekoppelten Rezeptoren (GPCRs) mit Arrestin sowie den molekularen Mechanismen, die der allosterischen Modulation von GPCRs durch niedermolekulare Substanzen zugrunde liegen.

### Medialer Vorfall
Im März 2015 wurde eine Absage an einen männlichen indischen Bewerber im Zusammenhang mit einem angeblichen Hinweis auf das Vergewaltigungsproblem in der indischen Gesellschaft kontrovers diskutiert. Nachdem im Internet Screenshots des Ablehnungsschreibens kursierten, schrieb der deutsche Botschafter in Indien, Michael Steiner, einen Brief an Beck-Sickinger, in dem er die Art und Weise der Absage kritisierte und darauf hinwies, dass Indien kein Land von Vergewaltigern sei. Beck-Sickinger hatte bereits im Jahr zuvor einen anderen indischen Bewerber mit derselben Begründung abgewiesen, ohne damit jedoch Aufsehen zu erregen. In ihrer Entschuldigung auf der Seite der Universität Leipzig gab Beck-Sickinger an, dass die zitierten E-Mails Teil einer längeren Konversation über gesellschaftliche Verhältnisse in Deutschland und Indien waren. Aus dieser E-Mail-Konversation seien dann die veröffentlichten E-Mails zusammengeschnitten worden. Tatsächlich habe sie den Studenten abgewiesen, weil ihre Labore voll besetzt seien. Aktuell wären auch zwei indische Studenten im Rahmen eines Laborpraktikums bei ihr zu Gast.
Nachdem die Universität aus Datenschutzgründen den E-Mail-Verkehr nicht veröffentlicht hatte, erhielten zumindest die Rektorin der Universität, Beate Schücking, und der Studentenrat Einsicht in die E-Mails. Beide kamen unabhängig voneinander zu dem Schluss, dass die von dem indischen Studenten publizierte E-Mail eine Fälschung darstelle und die Ablehnung des Studenten nicht in Zusammenhang mit Problemen der indischen Gesellschaft gestanden habe. Die anschließende E-Mail-Diskussion sei erst nach einer Provokation durch den indischen Studenten entstanden.

## Werke und Publikationen (Auswahl)

### Bücher
- mit Peter J. A. Weber: Kombinatorische Methoden in Chemie und Biologie. Spektrum Verlag. 1999, ISBN 3-8274-0157-7.
- mit Peter Weber: Combinatorial strategies in biology and chemistry. Wiley, Chichester, England New York 2002, ISBN 0-471-49727-4.
- mit Ulrich Hahn (Hrsg.): Lehrbuch der Biochemie. Wiley, 2002, ISBN 3-527-30519-X. (deutsche Übersetzung von: Donald Voet, Judith G. Voet, Charlotte W. Pratt: Principles in Biochemistry.)
- mit Stefan Bräse: Combinatorial chemistry on solid supports. Springer, Berlin/New York 2007, ISBN 978-3-540-72509-1.
- mit Matthias Petzold: Paradigma Evolution. Peter Lang Verlag, Stuttgart 2009, ISBN 978-3-631-56082-2.

### Publikationen in Zeitschriften
- Z. Yang, S. Han, M. Keller, A. Kaiser, B. J. Bender, M. Bosse, K. Burkert, L. M. Kögler, D. Wifling, G. Bernhardt, N. Plank, T. Littmann, P. Schmidt, C. Yi, B. Li, S. Ye, R. Zhang, B. Xu, D. Larhammar, R. C. Stevens, D. Huster, J. Meiler, Q. Zhao, Beck-Sickinger AG, A. Buschauer, B. Wu: Structural basis of ligand binding modes at the neuropeptide Y Y(1) receptor. In: Nature. 556(7702), Apr 2018, S. 520–524.
- L. Wanka, S. Babilon, A. Kaiser, K. Mörl, Beck-Sickinger AG: Different mode of arrestin-3 binding at the human Y(1) and Y(2) receptor. Cell Signal. 50, Okt 2018, S. 58–71.
- A. Kaiser, C. Hempel, L. Wanka, M. Schubert, H. E. Hamm, Beck-Sickinger AG: G Protein Preassembly Rescues Efficacy of W(6.48) Toggle Mutations in Neuropeptide Y(2) Receptor. In: Mol Pharmacol. 93(4), Apr 2018, S. 387–401.
- J. Lotze, P. Wolf, U. Reinhardt, O. Seitz, K. Mörl, Beck-Sickinger AG: Time-Resolved Tracking of Separately Internalized Neuropeptide Y(2) Receptors by Two-Color Pulse-Chase. In: ACS Chem Biol. 13(3), 16. Mar 2018, S. 618–627.
- M. Schubert, J. Stichel, Y. Du, I. R. Tough, G. Sliwoski, J. Meiler, H. M. Cox, C. D. Weaver, Beck-Sickinger AG: Identification and Characterization of the First Selective Y(4) Receptor Positive Allosteric Modulator. In: J Med Chem. 60(17), 14. Sep 2017, S. 7605–7612.
- D. Böhme, J. Krieghoff, Beck-Sickinger AG: Double Methotrexate-Modified Neuropeptide Y Analogues Express Increased Toxicity and Overcome Drug Resistance in Breast Cancer Cells. In: J Med Chem. 59(7), 14. Apr 2016, S. 3409–3417.
- S. Zernia, F. Ott, K. Bellmann-Sickert, R. Frank, M. Klenner, H. G. Jahnke, A. Prager, B. Abel, A. Robitzki, Beck-Sickinger AG: Peptide-Mediated Specific Immobilization of Catalytically Active Cytochrome P450 BM3 Variant. In: Bioconjug Chem. 27(4), 20. Apr 2016, S. 1090–1097.
- M. Pagel, R. Hassert, T. John, K. Braun, M. Wießler, B. Abel, Beck-Sickinger AG: Multifunctional Coating Improves Cell Adhesion on Titanium by using Cooperatively Acting Peptides. In: Angew Chem Int Ed Engl. 55(15), 4. Apr 2016, S. 4826–4830.
- V. M. Ahrens, K. B. Kostelnik, R. Rennert, D. Böhme, S. Kalkhof, D. Kosel, L. Weber, M. von Bergen, Beck-Sickinger AG: A cleavable cytolysin-neuropeptide Y bioconjugate enables specific drug delivery and demonstrates intracellular mode of action. In: J Control Release. 209, 10. Jul 2015, S. 170–178.
- A. Kaiser, P. Müller, T. Zellmann, H. A. Scheidt, L. Thomas, M. Bosse, R. Meier, J. Meiler, D. Huster, Beck-Sickinger AG, P. Schmidt: Unwinding of the C-Terminal Residues of Neuropeptide Y is critical for Y₂ Receptor Binding and Activation. In: Angew Chem Int Ed Engl. 54(25), 15. Jun 2015, S. 7446–7449.